# Santa Engràcia
Santa Engràcia es uno de los pueblos del término Gurp en el municipio de Tremp. Está a más de 1000 metros de altura, en lo alto de un acantilado que aísla el pueblo por los lados de poniente y norte-oriental. En la cima, el lugar conocido como las "Huellas del Diablo" (unas marcas en la misma roca) hay los restos de una antigua torre. La iglesia parroquial está dedicada a Santa Engracia, pero había tenido también la capilla de San Sebastián, de la que quedan algunos restos. En la actualidad es el más poblado del antiguo término al que pertenecía, y el único que dispone de servicio de transporte escolar, que lleva a los chicos y chicas del pueblo a la escuela o el instituto de Tremp.

## Historia
El pueblo de Santa Engracia tiene su origen en el Castillo de Santa Engracia, del cual quedan muy pocos restos, en lo alto de la población.
En el censo del 1553, Santa Engràcia aparece con 7 fuegos (unos 35 habitantes), mientras que en 1718 se citan 75 personas. En la visita de Pascual Madoz, a mediados del siglo XIX, cuenta que eran 23 cass, de las que comenta: 16 en el pueblo y siete más formando una calle en la subida hacía el mismo. En 1981 constaban solo nueve habitantes, y en la actualidad (2006) son veinticuatro.
El lugar formó parte de la jurisdicción directa del Condado de Pallars. Más tarde formó parte de Gurp y posteriormente agregado en 1970 al término municipal de Tremp. Los otros pueblos del antiguo término del siglo XIX eran Gurp, San Adrián y Tendrui. Entre 1812, a raíz de la promulgación de la Constitución de Cádiz, y en febrero de 1847 tuvo ayuntamiento propio, pero no pudo mantenerlo al no tener 30 vecinos (cabezas de familia) , y fue agregado a Gurp.